# Монархові
Монархові (Monarchidae) — родина горобцеподібних птахів. Включає 99 видів у 16 родах, що поширені в Африці, Південно-Східній Азії, Австралії та Океанії. Комахоїдні дрібні або середнього розміру птахи з довгими хвостами. Мешкають у різноманітних лісах.

## Класифікація
- Підродина Terpsiphoninae
  - Монаршик (Hypothymis) — 4 види
  - Чубатий монарх (Trochocercus) — 2 види
  - Монарх-довгохвіст Terpsiphone — 16 видів
- Підродина Monarchinae
  - Елепайо (Chasiempis) — 3 види
  - Пацифея (Pomarea) — 9 видів
  - Сизарка (Mayrornis) — 3 види
  - Монарх-арлекін (Neolalage) — 1 вид
  - Монарх-великодзьоб (Clytorhynchus) — 5 видів
  - Труцький монарх (Metabolus) — 1 вид
  - Symposiachrus — 19 видів
  - Монарх (Monarcha) — 9 видів
  - Carterornis — 3 види
  - Монарх-голоок (Arses) — 4 види
  - Скунда (Grallina) — 2 види
  - Міагра (Myiagra) — 20 видів